# Phalonidia acrota
Phalonidia acrota es una especie de polilla del género Phalonidia, categorizada en la tribu Cochylini, de la subfamilia Tortricinae.
Fue descrita por Razowski en 1993 y publicada en (Phalonidia), Acta zool. cracov. 36: 162. Se distribuye por América del Sur: Perú, en el departamento de Áncash.